# Nezávislí sportovci na Letních olympijských hrách 2012
Na letních olympijských hrách 2012 startovali čtyři sportovci jako nezávislí, pod olympijskou vlajkou. Šlo o tři sportovce z bývalých Nizozemských Antil, konkrétně z ostrova Curaçao, kteří nevyužili možnosti startovat za Nizozemsko ani Arubu, a jeden sportovec z Jižního Súdánu. Aby nedoplatili na to, že je jejich NOV nemohly nominovat na Olympiádu, bylo jim umožněno startovat jako nezávislí. V historii olympijských her šlo o třetí start Nezávislých sportovců (předtím v letech 1992 a 2000).

## Curaçao
Po rozdělení Nizozemských Antil v roce 2010 nefungoval tamní národní olympijský výbor a sportovci, ač splnili kvalifikační limity, nemohli startovat na olympijských hrách. Někteří využili možnosti startovat za Nizozemsko. 
- Liemarvin Bonevacia v běhu na 400 m, kvalifikoval se časem 45.60 do semifinále, kde kvůli zranění doběhl poslední v čase 1:36.42
- Reginald de Windt reprezentoval v judu do 81 kg, v prvním kole podlehl pozdějšímu bronzovému Ivanovi Nifontonovi
- Philipine van Aanholt reprezentovala v jachtingu v třídě Laser Radial, skončila na 36. místě.

## Jižní Súdán
Jižní Súdán vznikl v roce 2011 oddělením od Súdánu a nestačil včas ustanovit svůj národní olympijský výbor.
- Guor Marial se zúčatnil Maratonského běhu, doběhl 47.